# Clare Fischer
Clare Fischer (Durand (Michigan), 22 oktober 1928 – Burbank (Los Angeles County, Californië), 26 januari 2012) was een Amerikaanse jazz- en poppianist, arrangeur en componist, ook Latijns-Amerikaanse en klassieke muziek.

## Biografie
Fischer was afkomstig uit een muzikale familie en begon met viool en tuba, schakelde over op piano en voegde cello, saxofoon en klarinet toe op de middelbare school in Grand Rapids. Hij studeerde ook muziektheorie en compositie (hij arrangeerde als 12-jarige dansbands), die hij vanaf 1947 voortzette aan de University of Michigan met de componist H. Owen Reed (1910-2014) (bachelor in 1951 en onderbroken door een militaire periode waarin hij arrangeerde voor een militaire band in West Point, Master 1955). 
Daarna toerde hij vijf jaar lang vanaf 1956 als pianist en arrangeur van de mannelijke zanggroep The Hi-Lo's opgericht door Gene Puerling in 1953. Hij arrangeerde o.a. voor Dizzy Gillespie A Portrait of Duke Ellington in 1960, voor Donald Byrd en George Shearing. Daarna schreef hij veel muziek voor commercials. In 1983 componeerde hij het symfonische werk The Duke, Swee'Pea and Me over de thema's van Duke Ellington en zijn arrangeur Billy Strayhorn namens de klassieke klarinettist Richard Stoltzman. Tijdens de jaren 1970 begon hij keyboard te spelen in de Cal Tjader-band en had hij al snel zijn eigen Latijns-Amerikaanse groep Salsa Picante en de vocale groep 2 + 2.
In 1977 bracht hij de lp Clare Declares uit met composities voor pijporgel. Hij bespeelde hiervoor in oktober 1975 het kistorgel (Rieger-orgel) in het Zuid-Duitse Meersburg. Deze opname werd aanvankelijk uitgebracht op het MPS-label, maar is later ook op cd verschenen en ging op 27 maart 2016 in publicatie.
In 1981 won hij een Grammy Award voor Salsa Picante 2 + 2 en in 1986 voor zijn album Free Fall. Sinds de jaren 1990 heeft hij veel les gegeven in de Verenigde Staten en Europa (Scandinavië, Nederland), gaf hij ook solo-concerten en speelde hij een aantal keren met o.a. het Metropole Orkest in Nederland en met de WDR bigband. Sinds 1961 heeft hij meer dan 40 albums opgenomen, waaronder met Donald Byrd, Gary Foster, Bert van den Brink (2001). Hij heeft veel gewerkt met Latijns-Amerikaanse muzikanten (hij was onder meer bevriend met Antônio Carlos Jobim) sinds zijn eerste opnamen begin jaren 1960 (deels met Bud Shank en Joe Pass), die destijds deel uitmaakten van de bossanova-golf. Zijn compositie Pensativa is een soort jazzstandard geworden. Volgens Brian Priestley kan zijn pianospel worden gezien als een zorgvuldige en bescheiden voortzetting van de prestaties van Lennie Tristano en Bill Evans.
Fischer heeft sinds de jaren 1980 ook veel gearrangeerd voor popmuzikanten zoals de The Jacksons, Paul McCartney, Prince, Celine Dion, Amy Grant, Natalie Cole, Paula Abdul, Michael Jackson, Chaka Khan en Robert Palmer. Daarmee financierde hij o.a. de bigband Clare Fischer's Brazz Corp. 
Over de samenwerking met Prince zei hij in 1998: 
“Prince is intelligent. Hij komt niet naar opnames en ik heb hem nooit ontmoet. Ik ontvang memo’s van hem en we spreken over de telefoon. En dat is niet zonder reden. Ooit stuurde ik hem een CD met 2+2 op waarvoor ik een Grammy ontving. Toen hij het schijfje eruit haalde keek hij opzettelijk niet naar de omslag met mijn foto erop, en zei: ‘Ik wil niet weten hoe hij eruitziet. Zoals het nu gaat werkt het prima".
Clare Fischer ontving drie Grammy Awards, twee daarvan pas na zijn dood: in 2013 zijn laatste album ¡Ritmo! in de categorie «beste Latin jazz-album» en in 2014 zijn werk Pensamientos voor solo-altsaxofoon en kamerorkest als de «beste instrumentale compositie».

## Overlijden
Clare Fischer overleed in januari 2012 op 83-jarige leeftijd.